# Trietilborano
El trietilborano (TEB), también llamado trietilborine y trietilboro, es un organoborano (un compuesto organometálico de boro), un líquido casi incoloro a amarillento transparente con olor picante como éter. Su fórmula química puede escribirse como C6H15B, o (CH3CH2)3B, o (C2H5)3B, o Et3B.

## Propiedades
El trietilborano es fuertemente pirofórico, arde espontáneamente en el aire. Se quema intensamente con una llama muy caliente de color de verde manzana, que es característica de los compuestos de boro. Su fuego no debe extinguirse con agua; dióxido de carbono o un extintor de polvo seco (por ejemplo, púrpura K ) sería más adecuado. Sus vapores pueden causar incendio repentino.
Es soluble en tetrahidrofurano y hexano, y no es pirofórico cuando están en solución. Sin embargo, la solución puede reaccionar lentamente con la humedad atmosférica. Si las soluciones TEB se exponen al aire durante un tiempo prolongado, se pueden formar inestables peróxidos orgánicos, con la presencia de iniciadores catiónicos que conducen a la polimerización. Es tóxico para el sistema nervioso periférico, los riñones y los testículos. El trietilborano es extremadamente corrosivo. Algunas fuentes se refieren incorrectamente a este compuesto químico como tetraetilborano.

## Aplicaciones

### Aeroespacial
El trietilborano se utilizó para encender el combustible JP-7 en el motor y en el postcombustor del Pratt & Whitney J58 del avión espía de la Lockheed SR-71 Blackbird, y su predecesor A-12. Mezclado con un 10 a 15% de trietilaluminio, fue utilizado también antes del despegue para encender los motores F-1 del cohete Saturno V. El trietilborano es adecuado para esto debido a sus propiedades pirofóricas, especialmente el hecho de que quema con temperatura muy alta. Se eligió como un método de ignición por razones de fiabilidad, y en el caso de la Blackbird, porque el JP-7 de combustible tiene una volatilidad muy baja y es difícil de encender. Los tapones clásicos de ignición planteaban un riesgo demasiado alto de un mal funcionamiento. Se utiliza para poner en marcha cada motor y encender las cámaras de postcombustión.
El cohete pesado de carga de SpaceX Falcon 9 utiliza una mezcla de trietilaluminio-trietilborano como dispositivo de encendido de la primera etapa.

### Química
Industrialmente, el trietilborano se utiliza como un iniciador reacciones de radicales, en las que es eficaz incluso a bajas temperaturas. Como iniciador, se puede reemplazar algunos compuestos organoestánnicos. Reacciona con metales enolatos , produciendo enoxytriethylborates con el uso selectivo reacciones en la alquilación y aldólicas. También se utiliza en la reducción de la escisión del enlace con litio y tri- terc -butoxialuminohidruro, en preparación de varios de boro , compuestos de desoxigenación de alcoholes primarios y secundarios, determinación rápida de -OH en grupos de compuestos orgánicos, la deshidratación de la sal y el azúcar hidratos , la determinación de agua contenido en compuestos hidratos cristalinos, en una variante de la reacción de Reformatsky, y cuenta con una amplia gama de otros usos en la química organoborano .
El tetraetilborato de sodio (NaTEB), un derivado de trietilborano, se utiliza como un potente agente de etilación.

### Deposición
El trietilborano se utiliza en técnicas de deposición de vapor como una fuente de boro. Ejemplos son la deposición de plasma de boro que contiene las películas duras de carbono, silicio nitruro de boro-películas de nitruro, y por el dopaje de película de diamante con boro.  Otros precursores de boro usados para tales aplicaciones son por ejemplo trimetilborano, trifluoruro de boro, diborano, y decaborano.